# Arborimus pomo
Arborimus pomo és una espècie de mamífer rosegador de la família dels cricètids. És endèmic de Califòrnia (Estats Units). Es tracta d'un animal arborícola que s'alimenta d'agulles d'avet de Douglas i altres coníferes. El seu hàbitat natural són els boscos mixtos perennifolis. Està amenaçat per la fragmentació i destrucció del seu medi. El seu nom específic, pomo, significa ‘arbre fruiter’ en llatí.